# ソロモン・ヴォルコフ
ソロモン・ヴォルコフ（露: Соломон Моисеевич Волков、1944年 - ）は、タジク・ソビエト社会主義共和国（現タジキスタン共和国）、レニナバード（現ホジェンド）出身の音楽学者。1976年にソ連からアメリカ合衆国に亡命。1979年に公刊した『ショスタコーヴィチの証言』によって脚光を浴びた。ヴォルコフ本人は、この著書はショスタコーヴィチの回想録だと主張しているが、その正統性や信憑性をめぐって議論を惹き起こすこととなった。

## 著書（邦訳）
- 『20世紀ロシア文化全史: 政治と芸術の十字路で』、今村朗訳、河出書房新社、2019年
- 『ショスタコーヴィチとスターリン』、亀山郁夫ほか訳、慶應義塾大学出版会、2018年
- 『ロシアから西欧へ: ミルスタイン回想録』、ナタン・ミルスタインと共著、青村茂・上田京訳、春秋社、2000年
- 『ショスタコーヴィチの証言』、水野忠夫訳、中央公論社、1980年/中公文庫、2001年